# 山本若麟

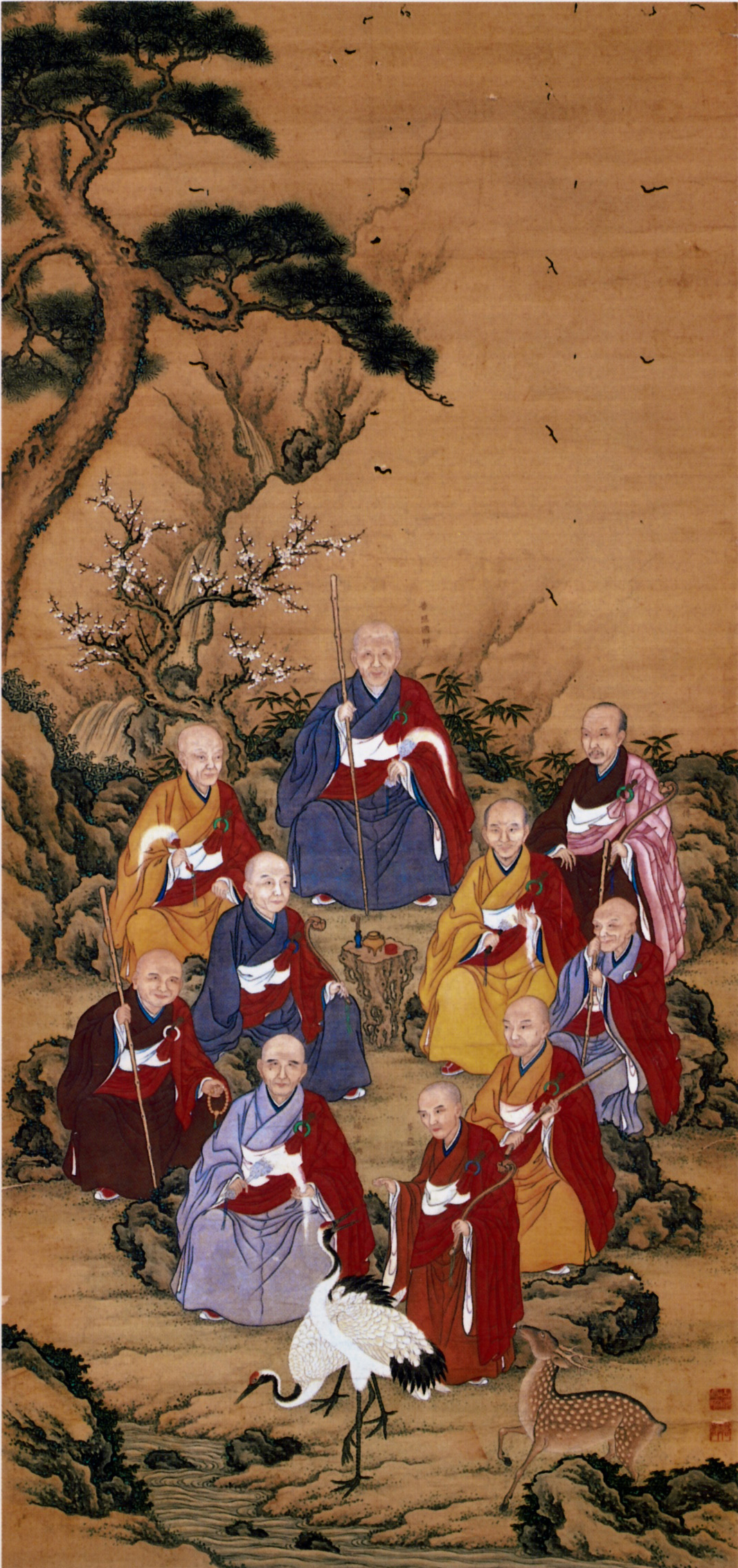
祖師源流図 若麟筆 絹本着色 興福寺 (長崎市)

山本 若麟（やまもと じゃくりん、享保6年〈1721年〉 - 享和元年〈1801年〉）は、江戸時代中期・後期の絵師。長崎漢画派のひとり。
名は長昭、字は蘭栄、通称は丹次郎。若麟・瑞翁・温故斎・魯石・長英などと号した。河村若元の長男で、芦塚若鳳は弟。
父に画を学び、とりわけ虎の図を得意とした。唐館公用支配人を務めた。息子の牛島若融、上野若瑞も絵師。若瑞の子に上野若龍がおり、その次男が日本最初期の写真家・上野彦馬である。

## 出典

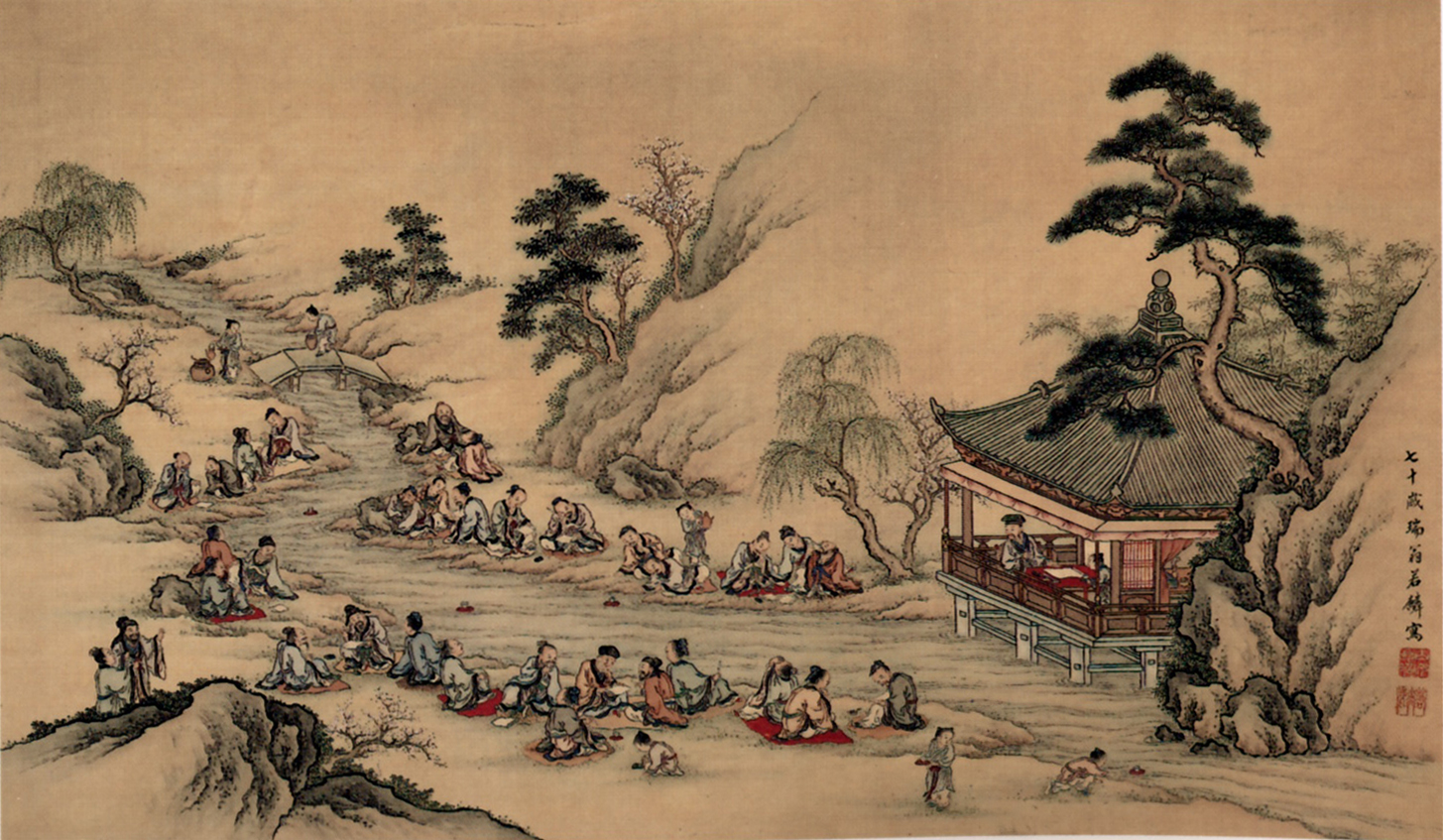
蘭亭曲水図 若麟筆 1790年 絹本着色

## 作品
| 作品名     | 技法     | 形状・員数 | 寸法（縦x横cm） | 所有者             | 年代               | 落款・印章 | 備考 |
| ---------- | -------- | ---------- | --------------- | ------------------ | ------------------ | ---------- | ---- |
| 双鶴図     | 絹本著色 |            | 99.4x40.8       | 長崎歴史文化博物館 | 1744年（延享元年） |            |      |
| 虎図       | 絹本著色 | 1幅        | 93.0x49.6       | 神戸市立博物館     | 1752年（宝暦2年）  |            |      |
| 水飲虎図   | 著色     |            |                 | 長崎歴史文化博物館 |                    |            |      |
| 睡虎図     | 著色     |            |                 | 長崎歴史文化博物館 |                    |            |      |
| 祖師源流図 | 絹本著色 | 1幅        | 122.3x57.2      | 興福寺 (長崎市)    |                    |            |      |
| 蘭亭曲水図 | 絹本著色 | 1幅        |                 |                    | 1790年（寛政2年）  |            |      |
| 桃果図衝立 | 絹本著色 | 衝立1基    |                 | 泉屋博古館         | 1800年（寛政12年） |            |      |